# Chiesa di Santa Lucia (Colle Santa Lucia)

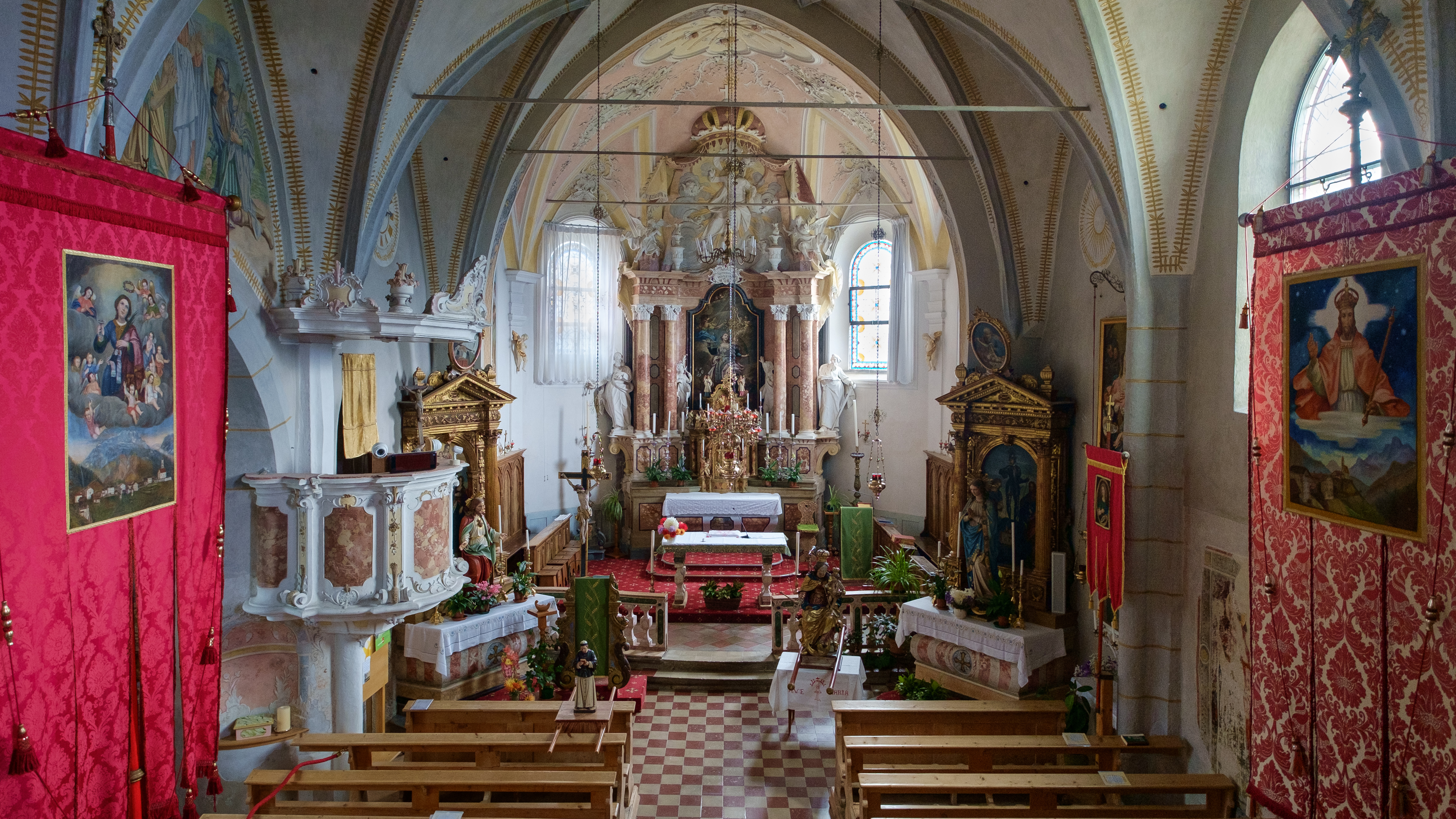
Vista interna

La chiesa di Santa Lucia è la parrocchiale di Colle Santa Lucia, in provincia di Belluno e diocesi di Belluno-Feltre; fa parte della convergenza foraniale di Agordo-Livinallongo.

## Storia
La primitiva chiesa di Colle Santa Lucia, che era completamente in stile gotico, sorse probabilmente nel XIII secolo, anche se la prima citazione che ne attesta la presenza risale al 1336.
Nel 1753 una folgore si abbatté sul campanile provocando l'incendio che lo distrusse e che fuse pure le campane; la torre, alta trenta metri, fu riedificata l'anno successivo.
La chiesa venne ampliata tra il 1841 e il 1845 andando ad occupare parte dell'area del cimitero circostante.
Durante la prima guerra mondiale fu inviata all'imperatore d'Austria-Ungheria Francesco Giuseppe d'Asburgo-Lorena una supplica affinché le campane della chiesa fossero risparmiate dall'essere fuse per motivi bellici, come allora si usava.
La parrocchiale fu interessata da un intervento di restauro e di intonacatura dell'abside nel 1932; nel 1986 vennero condotti ulteriori lavori di ristrutturazione, in occasione dei quali il tetto fu rifatto, le pareti ridipinte e l'impianto di riscaldamento realizzato.

## Descrizione
La facciata, che si presenta in stile gotico, presenta il portale maggiore e, sopra di esso, un rosone.
Opere di pregio conservate all'interno sono il seicentesco altar maggiore, caratterizzato da degli stucchi in stile rococò e barocco e sul quale è posta la pala avente come soggetto santa Lucia, i due altari laterali intitolati alle sante Caterina e Barbara e a san Floriano di Lorch, la statua di santa Lucia, contenuta in una nicchia, la pala ritraente la Beata Vergine Maria assieme ai santi Domenico e Chiara e il fonte battesimale, risalente al 1565.
All'esterno, sulla parete sud, è visibile l'affresco raffigurante san Cristoforo assieme al Bambino.